# تپه پیه درق
تپه پیه درق در شهرستان گرمی، روستای پیه درق واقع شده و این اثر در تاریخ ۲۵ اسفند ۱۳۴۵ با شمارهٔ ثبت ۶۳۹ به‌عنوان یکی از آثار ملی ایران به ثبت رسیده است.